# Кларк, Сара Энн Фриман

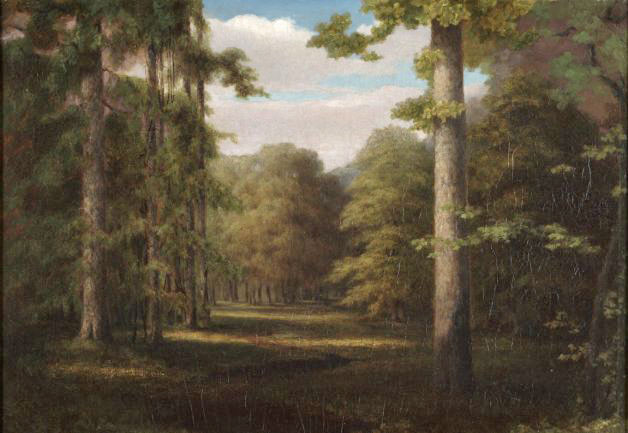
Одна из работ Сары Кларк

Сара Энн Фриман Кларк (англ. Sarah Anne Freeman Clarke; 1808—1896) — американская художница, представитель бостонского движения трансцендентализм.

## Биография
Кларк родилась в Массачусетсе 21 марта 1808 года в семье Сэмюэла и Ребекки Кларк. Один из пяти её братьев — Джеймс Фримен Кларк — был унитарианским религиозным деятелем США.
Сара была вовлечена в трансценденталистское движение. В 1843 году путешествовала со своим братом Джеймсом и общей подругой Маргарет Фуллер в район Великих озёр, а также на территории штатов Висконсин и Иллинойс. Фуллер написала, а Кларк проиллюстрировала её книгу «Summer on the Lakes in 1843».
Кларк выставляла свои работы в Женском здании на Всемирной Колумбовой выставке 1893 года в Чикаго, штат Иллинойс.
Сара Кларк умерла 17 ноября 1896 года. Была похоронена на кладбище Saint James Episcopal Cemetery города Мариетта, штат Джорджия.